# 德怀特·弗里尼
德怀特·弗里尼（英語：Dwight Freeney，1980年2月19日—），美式足球防守端锋。他原先在雪城大学打，2002年选秀中被小马队于第一轮第11顺位选中。
弗里尼作为小马队的一员于2007年获得第四十一届超级碗冠军。此外，他还曾7度入选明星碗、4度入选全明星队（All-Pro）。他在职业生涯中的擒杀次数超过100次。